# حسن خان‌محمدی
حسن خان‌محمدی (زادهٔ ۲۸ اسفند ۱۳۵۵) بازیکن سابق فوتبال ایرانی است. وی سابقه بازی در باشگاه‌های بهمن و پرسپولیس را دارد. او در سال ۱۳۸۶ از دنیای فوتبال خداحافظی کرد.

## افتخارات

### باشگاهی
پرسپولیس
- لیگ برتر خلیج فارس (۱): قهرمان لیگ برتر فوتبال ایران ۸۱–۱۳۸۰